# Hoffmannia rzedowskiana
Hoffmannia rzedowskiana es una especie de planta perteneciente a la familia Rubiaceae. El epíteto está dedicado al Dr. Jerzy Rzedowski, por su gran contribución a la botánica mexicana.

## Clasificación y descripción
Es una hierba erecta, de hasta 50 cm de alto, tallo estrigoso, cuadrangular, suculento, corrugado al secarse, de 0,6 mm de grueso. Hojas opuestas, simples, sésiles o con pecíolos de 0,7-1,1 mm de longitud; lámina espatulada, verde, de 8-27 cm de longitud, de 4,5-10,5 cm de ancho, haz glabro, nervaduras impresas, generalmente lenticeladas en las venas principales, envés pardo, nerviación prominente, de 0,4-4,5 mm de longitud. Inflorescencia axilar, de 3-12 cm de longitud, de 2-2,5 cm de ancho, de 1-4 cimas por nudo, flores 4-22 por cima; pedúnculos de 4-13 cm de longitud, 2 mm de grueso; pedicelos de 3,2 mm de longitud, 1,3 mm de grueso; cáliz de 1-9 mm de longitud, 0,4-1,2 mm de ancho en la base; tubo de la corola de 3,4-4 mm de longitud, 2,1-2,3 mm de ancho; corola de 18-20 mm de longitud; estambres 4, blancos de 6-7 mm de longitud; anteras blancas, de 6,1-6,3 mm de longitud, de 0,2-0,4 mm de ancho, glabras, filamentos blancos, de 0,4-1,2 mm de longitud; estilo de 6,2-7,4 mm de longitud, 0,1-0,2 mm de grueso; estigma blanco, linear, de 4-5 mm de longitud, 1 mm de ancho; ovario de 4-5 mm de longitud. Fruto subgloboso de 6-7(-12) mm de longitud, 4-15(-23) frutos por encima, distribuidos en dos hileras, opuestos; semillas pardas de 1-4 mm de longitud, 0,6-2,0 mm de ancho, irregulares.

## Distribución
Distribución aparentemente disyunta en México en los estados de: Chiapas, Oaxaca (cerca de los límites con los Chimalapas), Veracruz (principalmente de los Tuxtlas y en Uxpanapa en el sur de Veracruz) y en Nicaragua (Ometepec).

## Ambiente
Crece en el sotobosque herbáceo de la Selva alta perennifolia y del bosque mesófilo de montaña, en áreas bien conservadas. En la zona de Uxpanapa crece a altitudes variables de 100 a 700 m s. n. m.; en la región de los Tuxtlas entre los 100 y 1800 m s. n. m. de altitud. También se puede localizar en ambientes perturbados o acahuales derivados de la Selva alta perennifolia y del bosque mesófilo de montaña. Con clima tropical lluvioso, con temperatura media anual del mes más frío mayor a 18 grados centígrados.